# Qian Jiarui
Qian Jiarui (錢家瑞S, Qián JiāruìP; Taizhou, 30 maggio 1992) è una schermitrice cinese, specializzata nella sciabola.

## Palmarès
- Campionati asiatici

Bangkok 2018: oro nella sciabola a squadre e argento nella sciabola individuale.